# گیوم دوبوا
گیوم دوبوا (به فرانسوی: Guillaume Dubois dit Crétin) شاعر قرن پانزدهم میلادی اهل فرانسه است.